# 니베아
니베아(영어: Nivea)은 독일 바이어스도르프의 세계적인 스킨로션과 바디케어 브랜드이다. 니베아는 1911년, 바이어스도르프가 최초의 스킨크림인 W/O 유화제를 개발했을 때 시작되었다. 창시자인 오스카 트로플로비츠는 이를 니베아라 이름지었는데, 이는 백설공주를 의미하는 라틴어 단어에서 따온것이다.

1930년대, 바이어스도르프는 선탠로션, 면도크림, 샴푸 등의 상품의 생산을 시작한다. 니베아라는 상표는 세계 제2차 대전 이 후 많은 나라에서 성공했다. 바이어스도르프는 1997년 니베아를 인수하였다.

## 비판
일부 니베아 제품이 의심 성분이 포함되어 있다는 논란을 받게 된다. 그중 포름 알데히드 성분이 포함된 열 개의 제품이 의혹을 받아 검사 결과 포름 알데히드가 암 유발 원인 및 알레르기의 원인이 될 수 있다는 사실을 확인하게 되었다. 이후 바이어스 도르프는 이 샤워 젤과 샴푸를 포기할 것이라고 발표했다.